# Stříbrnice (kraj zliński)
Stříbrnice – gmina w Czechach, w powiecie Uherské Hradiště, w kraju zlińskim. Według danych z dnia 1 stycznia 2012 liczyła 404 mieszkańców.
Zobacz też:
- Stříbrnice